# Welby, Leicestershire
Welby är en by i civil parish Asfordby, i distriktet Melton, i grevskapet Leicestershire i England. Byn är belägen 21 km från Leicester. Welby var en civil parish 1866–1936 när blev den en del av Asfordby och Melton Mowbray. Civil parish hade 96 invånare år 1931. Byn nämndes i Domedagsboken (Domesday Book) år 1086, och kallades då Alebi(e).